# Stäppsandbi
Stäppsandbi (Andrena chrysopyga) är en biart som beskrevs av Schenck 1853. Stäppsandbi ingår i släktet sandbin, och familjen grävbin. Inga underarter finns listade.

## Beskrivning
Stäppsandbiet har svart grundfärg med ljusgrå till beigegrå behåring på huvudet och mellankroppen, med mörkare färg på ovansidorna. Bakkroppen har vita, täta hårband på bakkanterna av tergit 2 till 4, och rödbruna band på de sista tergiternas bakkanter. Honans framfötter och polleninsamlingshåren på bakskenbenen är rödbruna. Kroppslängden är 12 till 14 mm hos honan, 10 till 13 mm hos hanen.

## Utbredning
Arten saknas på Iberiska halvön och Brittiska öarna men finns annars i centrala och södra Europa österut till Ryssland och Kaukasus, samt vidare till Turkiet och Centralasien. Norrut når den till Danmark, södra Sverige och Litauen.
I Sverige finns arten bara sällsynt i Skåne. Ett fynd gjordes 2009 i Halland, men inga återfynd har gjorts, och observationen betraktas numera (2025) som ett tillfälligt fynd. Arten är därför rödlistad som akut hotad i Sverige.
I Finland saknas arten helt.

## Ekologi
Arten uppehåller sig framför allt på sandiga, blomsterrika marker. På kontinenten uppträder den gärna på stäpper, även delvis skogbevuxna sådana. Den är polylektisk, den är inte specialiserad på någon enskild växt, utan hämtar pollen från flera olika familjer, som kinesträdsväxter, korgblommiga växter, korsblommiga växter (speciellt i Sverige sandvita), klockväxter, ärtväxter och näveväxter. Aktivitetsperioden omfattar juni och juli månader.
Arten är känslig för torka, något som misstänks bidra till dess hotade status i Sverige.
Arten är solitär, honan gräver själv ut bona på lös sandjord med gles växtlighet. Bona läggs gärna tillsammans med andra bon av samma art  i små kolonier.